# Atarashii Gakko!
Atarashii Gakko!, connu au Japon sous le nom de Atarashii Gakkou no Leaders (新しい学校のリーダーズ, litt. « Nouveaux chefs d’établissement »), est un Girl group japonais formé en 2015. Le groupe est géré conjointement par Asobisystem, Twin Planet et TV Asahi Music.

## Concept et formation
Atarashii Gakko! adopte une philosophie consistant à remettre en question les normes de la société japonaise. Se positionnant comme les représentants de la jeunesse japonaise, la direction principale du groupe stipule : « À une époque où seuls les citoyens exemplaires sont reconnus, nous nous efforçons de défier une société étroite d'esprit en embrassant l'individualité et la liberté. ». Bien que les circonstances entourant la formation du groupe n'aient jamais été divulguées, elles ont déclaré dans l'émission de radio All Night Nippon qu'elles s'étaient rencontrés dans un rayon discount d'un supermarché.

## Historique
Le groupe est fondé en juin 2017 sous le label Victor Entertainment avec le premier single Dokubana. Ils s'ouvrent mondialement en juin 2021 avec le single Nainainai sous le label 88rising. 
Le 7 décembre 2023, Atarashii Gakko! ont fait leurs débuts à la télévision américaine en interprétant Tokyo Calling sur le plateau du late show Jimmy Kimmel Live!.
Le 9 janvier 2024, Atarashii Gakko! ont donné leur premier spectacle au Nippon budōkan, appelé Seishun Shurai.

## Membres
- Mizyu (みぢゅ?)[4]
- Rin (りん?)[4]
- Suzuka (すずか?)[4]
- Kanon (かのん?)[4]

## Discographie

### Albums
| Titre                          | Année        | Classement de Oricon |
| ------------------------------ | ------------ | -------------------- |
| Maenarawanai (マエナラワナイ)  | 20 mars 2020 | 187                  |
| Wakage Gaitaru ((若気ガイタル) | 6 mars 2019  | 140                  |
| AG! Calling                    | 7 juin 2024  | _                    |

### Extended play
| Titre                   | Année            | Classement de Oricon |
| ----------------------- | ---------------- | -------------------- |
| Snacktime               | 12 novembre 2021 | _                    |
| Ichijikikoku (一時帰国) | 12 avril 2023    | 3                    |
| Maningen (マ人間)       | 16 août 2023     | 7                    |

### Singles
| Titre                                                           | Année | Artistes                                | Produit par          | Notes                                          |
| --------------------------------------------------------------- | ----- | --------------------------------------- | -------------------- | ---------------------------------------------- |
| Kamu to Funyan tofubeats Remix (噛むとフニャン tofubeats Remix) | 2015  | Atarashii Gakko!                        |                      | Collaboration avec Fit's et tofubeats          |
| Gakkou Ikeya (学校行けやあ゛)                                   | 2016  | Atarashii Gakko!                        | Yukihiro Morigaki    | Chanson CM pour Koikeya                        |
| Dokubana (毒花)                                                 | 2017  | Atarashii Gakko!                        | Masatoshi Takizawa   |                                                |
| Kimiwaina'17 (キミワイナ'17)                                    | 2017  | Atarashii Gakko!                        | Masatoshi Takizawa   |                                                |
| Koi no Shadanki feat.H Zettrio (恋の遮断機 feat.H ZETTRIO)      | 2018  | Atarashii Gakko! et H Zettrio           | Masatoshi Takizawa   |                                                |
| Saishujinrui (最終人類)                                         | 2018  | Atarashii Gakko! et H Zettrio           | Masatoshi Takizawa   |                                                |
| Ookami no Uta (狼の詩)                                          | 2018  | Atarashii Gakko! et H Zettrio           | 2Boy et Ryo Ichikawa |                                                |
| Shoujo Gannen (少女元年)                                        | 2018  | Atarashii Gakko! et Urbangarde          | Shun Murakami        |                                                |
| Piroti (ピロティ)                                               | 2018  | Atarashii Gakko!                        |                      |                                                |
| Mayoeba Totoshi (迷えば尊し)                                    | 2019  | Atarashii Gakko!                        | Masatoshi Takizawa   |                                                |
| Koi Geba (恋ゲバ)                                               | 2019  | Atarashii Gakko!                        | Masatoshi Takizawa   |                                                |
| Masage Cannavaro (まさ毛カンナヴァーロ)                         | 2019  | Atarashii Gakko!                        |                      |                                                |
| Donimo Tomaranai (どうにもとまらない)                           | 2019  | Atarashii Gakko! et Klang Ruler         |                      | Cover de Linda Yamamoto                        |
| Waratteyurushite (笑って許して)                                 | 2019  | Atarashii Gakko! et Klang Ruler         |                      | Cover de Akiko Wada                            |
| Nainainai                                                       | 2021  | Atarashii Gakko!                        | Pennacky             |                                                |
| Freaks                                                          | 2021  | Atarashii Gakko! et Warren Hue          | Nasty Men$ah         |                                                |
| Pineapple Kryptonite                                            | 2021  | Atarashii Gakko!                        | Philip Atwell        |                                                |
| Intergalactic                                                   | 2021  | Atarashii Gakko!                        | Sayaka Nakane        | Cover de Beastie Boys                          |
| Free Your Mind                                                  | 2021  | Atarashii Gakko!                        | Sayaka Nakane        |                                                |
| Woo! Go!                                                        | 2022  | Atarashii Gakko!                        | Mackenzie Sheppard   | Collaboration avec Nike Japan                  |
| Baby [Amazon Original]                                          | 2022  | Atarashii Gakko! et Seiho               | Ran Tondabayashi     |                                                |
| Hanako                                                          | 2022  | Atarashii Gakko!                        | Sayaka Nakane        |                                                |
| Otonablue (オトナブルー)                                        | 2023  | Atarashii Gakko!                        | Eri Yoshikawa        |                                                |
| Janaindayo (じゃないんだよ)                                     | 2023  | Atarashii Gakko!                        | Sayaka Nakane        |                                                |
| Suki Lie                                                        | 2023  | Atarashii Gakko!                        | Eri Yoshikawa        |                                                |
| Seishun Wo Kirisaku Hado (青春を切り裂く波動)                   | 2023  | Atarashii Gakko!                        | Sayaka Nakane        |                                                |
| Maningen (マ人間)                                               | 2023  | Atarashii Gakko!                        | Eri Yoshikawa        |                                                |
| Tokyo Calling                                                   | 2023  | Atarashii Gakko!                        | Pennacky             |                                                |
| Toryanse (とおりゃんせ)                                         | 2024  | Atarashii Gakko!                        | Mess                 |                                                |
| Ghostbusters: Frozen Summer                                     | 2024  | Atarashii Gakko!                        | Zumi                 | Chanson pour SOS Fantômes : La Menace de glace |
| FRDP (ドラ１独走)                                               | 2024  | Atarashii Gakko! et Ringo Shiina        |                      |                                                |
| Fly High                                                        | 2024  | Atarashii Gakko!                        | Yuichiro Saeki       |                                                |
| Change                                                          | 2024  | Atarashii Gakko!                        | O                    |                                                |
| Omakase                                                         | 2024  | Atarashii Gakko!                        | Hiroki Sugiyama      |                                                |
| Shimi (シミ)                                                    | 2024  | Maximum the Hormone et Atarashii Gakko! | Yasuhiro Arafune     |                                                |